# Булами, Брахим
Брахим Булами — марокканский бегун на средние дистанции, который специализировался в беге на 3000 метров с препятствиями. Победитель мемориала Ван-Дамма 2001 года с мировым рекордом — 7.55,28. Двукратный победитель Средиземноморских игр в 1997 и 2005 годах. На Олимпиаде в Атланте занял 7-е место с результатом 8.23,13. Серебряный призёр чемпионата мира по кроссу 1998 года в командном первенстве на короткой дистанции. Занял 7-е место на олимпийских играх 2000 года. На чемпионате мира 2005 года занял 4-е место с результатом 8.15,32.
Его старший брат Халид Булами также известный бегун.